# Migvie Stone

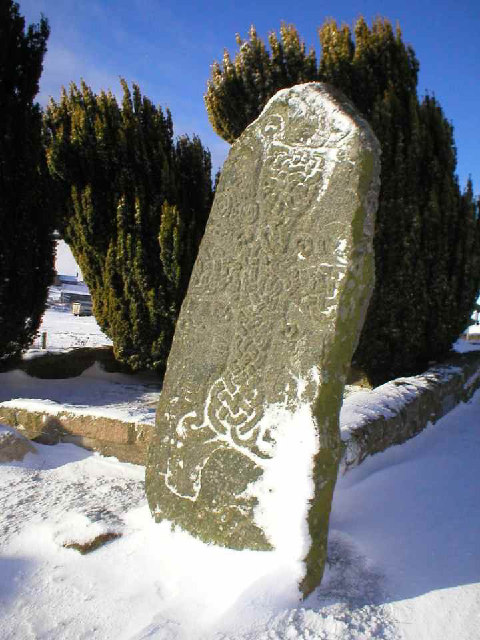
Migvie Stone

Der Migvie Stone, ein piktischer Symbolstein der Class II, steht auf dem Friedhof der St Finian geweihten Migvie Church nordwestlich von Aboyne in der schottischen Council Area Aberdeenshire.
Der etwa 1,8 m hohe und maximal 0,75 m breite Stein aus Gneis ist eine auf der Vorderseite deutlich mit einem Kreuz aus Flechtband- bzw. Knotenmustern verzierte Cross Slab. Weniger deutlich ist die Frontseite mit piktischen Symbolen (Doppelscheibe, Hufeisen, Scheren, V-Stab, Z-Stab und einem Mann zu Pferde) versehen. Am Kreuzbild sind zwei runde Ansätze eingeschnitten, die Schlaufen darstellen können, die verwendet wurden, um ein Metallkreuz zu halten. Nach dem Namenbuch von 1866 wurde der Symbolstein ein paar Fuß unterhalb des Bodenniveaus an der Stelle gefunden, wo er jetzt steht. Es ist möglich, dass der Stein verwendet wurde, um einen Platz für die Predigten zu markieren. Wahrscheinlich stammt der Migvie Stone aus dem 8. Jahrhundert.
Auf der Rückseite ist als einzige Verzierung ein weiterer Reiter dargestellt. A. Jervise stellte 1864 fest, dass die Reiterfiguren vor kurzem verunstaltet wurden. 
Ein Schalenstein mit 42 Schälchen liegt neben einer Trockenmauer beim Bauernhauses The Glack. In der Nähe liegt das Souterrain Milton of Migvie